# هاتزگ‌بال
هاتزِگ‌بال (نام علمی: Hatzegopteryx)، نام یک سرده از تیره اژدرهایان است.